# Reagan Foxx
Keri Kerrington (Scottsdale, Arizona; 12 de abril de 1970), conocida por su nombre artístico Reagan Foxx, es una actriz pornográfica, camgirl y modelo erótica estadounidense.

## Biografía
Nació en la ciudad de Scottsdale, situada en el Condado de Maricopa, estado de Arizona, en abril de 1970; si bien se crio, como hija única, en el vecino estado de Kentucky, en el seno de una familia cristiana bastante conservadora.
Mucho antes de dedicarse al porno, Reagan Foxx trabajó como cazatalentos para el mundo hipotecario y financiero, desarrollando diversas actividades de compraventa y relacionadas con el sector bancario. Con el estallido de la crisis financiera de 2008, Foxx vio reducidos sus ingresos y peligrar su trabajo. Tras dejarlo, se decidió a realizar shows por Internet, convirtiéndose en camgirl.
Tras afianzar una carrera como modelo erótica y camgirl durante cinco años, decidió dar el salto a la industria cinematográfica en 2016, a los 40 años de edad. Al igual que otras tantas actrices que comenzaron con más de treinta y cuarenta años en la industria, por su físico, edad y atributos, fue etiquetada como una actriz MILF.
Como actriz, ha trabajado para productoras como Reality Kings, Brazzers, Penthouse, Girlfriends Films, Forbidden Fruits Films, 3rd Degree, Zero Tolerance, Hard X, Pure Play Media, Pure Taboo, Naughty America, Diabolic Video, Wicked o Evil Angel.
Su primera escena fue de sexo lésbico junto a Jodi West para los estudios Forbidden Fruits Films. Su primera escena con un chico la grabó pocas semanas después de su estreno como actriz junto a Cody Steele.
En noviembre de 2017, consiguió su primer reconocimiento en los premios importantes de la industria pornográfica, al ser nominada en los Premios AVN y XBIZ en la categoría de Mejor Artista MILF.
Ha rodado más de 670 películas como actriz.
Alguno de sus trabajos destacados son Big Tit Cougars, C You Next Tuesday 6, Evil Milfs 3, I Love My Mom's Big Tits 4, Lesbians At Work, Kendra Lust Loves Big Titty MILFs 2, Mothers Forbidden Romances 4, Our Latin Babysitter, Pimp My Wife 3, Sins Of Our Fathers 3 o Stepmother Orgy.

## Premios y nominaciones
| Año  | Ceremonia    | Resultado | Premio                                                 | Trabajo                          |
| ---- | ------------ | --------- | ------------------------------------------------------ | -------------------------------- |
| 2018 | Premios AVN  | Nominada  | Artista MILF/Cougar del año                            | —                                |
| 2018 | Premios AVN  | Nominada  | Premio fan: MILF más caliente                          | —                                |
| 2018 | Premios XBIZ | Nominada  | Artista MILF del año                                   | —                                |
| 2019 | Premios AVN  | Nominada  | Artista MILF/Cougar del año                            | —                                |
| 2019 | Premios AVN  | Nominada  | Mejor escena de trío H-M-H                             | The Possession of Mrs Hyde       |
| 2019 | Premios AVN  | Nominada  | Premio fan: MILF más caliente                          | —                                |
| 2019 | Premios XBIZ | Nominada  | Artista MILF del año                                   | —                                |
| 2019 | Premios XBIZ | Nominada  | Mejor escena de sexo en película de parejas o temática | High School Reunion              |
| 2019 | Premios XRCO | Nominada  | MILF del año                                           | —                                |
| 2020 | Premios AVN  | Nominada  | Artista MILF/Cougar del año                            | —                                |
| 2020 | Premios XBIZ | Nominada  | Artista MILF del año                                   | —                                |
| 2020 | Premios XBIZ | Nominada  | Mejor escena de sexo en película tabú                  | Like Mother, Like Daughter       |
| 2021 | Premios AVN  | Nominada  | Artista MILF/Cougar del año                            | —                                |
| 2021 | Premios XBIZ | Nominada  | Artista MILF del año                                   | —                                |
| 2022 | Premios AVN  | Nominada  | Artista MILF / Cougar del año                          | —                                |
| 2022 | Premios XBIZ | Nominada  | Artista MILF del año                                   | —                                |
| 2023 | Premios AVN  | Nominada  | Artista MILF / Cougar del año                          | —                                |
| 2023 | Premios XBIZ | Ganadora  | Artista MILF del año                                   | —                                |
| 2024 | Premios AVN  | Nominada  | Artista MILF / Cougar del año                          | —                                |
| 2024 | Premios AVN  | Nominada  | Mejor actriz en mediometraje                           | Returned                         |
| 2024 | Premios XBIZ | Nominada  | Artista MILF del año                                   | —                                |
| 2024 | Premios XBIZ | Nominada  | Mejor actuación protagonista                           | Indecent                         |
| 2025 | Premios AVN  | Nominada  | Artista MILF / Cougar del año                          | —                                |
| 2025 | Premios AVN  | Nominada  | Mejor actriz                                           | Let Me In                        |
| 2025 | Premios XMA  | Nominada  | Artista MILF del año                                   | —                                |
| 2025 | Premios XMA  | Nominada  | Mejor escena de sexo en película gonzo                 | 2024 MILF Performers of the Year |